# Rivellia occulta
Rivellia occulta is een vliegensoort uit de familie van de Platystomatidae. De wetenschappelijke naam van de soort is voor het eerst geldig gepubliceerd in 1898 door Wulp.